# A Semana
Pour les articles homonymes, voir Semana.
A Semana, ce qui signifie en portugais « La semaine », est un journal quotidien capverdien qui couvre les principales actualités de l'archipel et de chaque île. Le siège du journal est situé dans la capitale capverdienne, Praia. Ce journal est l'un des plus importants du Cap-Vert et est présent sur internet. Il est publié en portugais, à l'exception de quelques articles en créole capverdien ou, sur le site internet, en anglais. Il est considéré comme étant proche du parti de gauche, le PAICV.

## Description
Le journal est proche du parti politique Parti africain pour l'indépendance du Cap-Vert (PAICV), parti de gauche, ancien parti anticolonial et ancien parti unique à l’indépendance, alors que Expresso das Ilhas est proche de l’autre principal parti capverdien, le Mouvement pour la démocratie (MPD), parti libéral de centre droit,.
Ce journal propose également un site sur internet. Ce journal est écrit en langue portugaise, pour la plupart ou une grande partie des articles, certains articles sont également écrits en créole capverdien. En ligne, depuis peu, certains de ses articles peuvent être trouvés en anglais.
A Semana est un journal au contenu généraliste qui aborde notamment l’actualité du pays, et les thèmes des sports, de la météo, des entreprises, des loisirs, etc.

## Histoire
Comme l’Expresso das Ilhas, A Semana est fondé en 1991,,, dans un contexte favorable aux débats politiques : le monopartisme est en effet aboli dans le pays en septembre 1990 et les premières élections multipartites se déroulent début 1991 : les Élections législatives cap-verdiennes de 1991 en janvier 1991, et les présidentielles en février 1991. Un bipartisme s’installe dans la vie politique du Cap-Vert, assez tendu initialement. Durant les années 1990, le Mouvement pour la démocratie (MPD) domine le parlement et détient le poste de premier ministre. Jorge Soares, qui dirige le journal, reçoit des menaces, et des plaintes sont déposées contre lui. Le journal est également dans une mauvaise situation économique. Jorge Soares quitte finalement le Cap-Vert pour les États-Unis, et la journaliste (et ancienne député du PAICV) Filomena Silva lui succède. Par sa ténacité et sa persévérance, Filomena Silva parvient à redresser la situation économique du périodique, mais reste sujette à des attaques sur le plan judiciaire. A la fin des années 1990, à la suite d'une condamnation, avec une lourde somme d’argent à payer, elle est contrainte de lancer une souscription qui est un succès. Le journal célèbre son 10e anniversaire en 2001. Filomena Silva reste à la direction du journal jusqu’en 2010, remplacée par Alírio Dias de Pina.
Au début, le journal était un hebdomadaire, comme son nom l'indique. Puis cette périodicité a varié, avec des parutions une fois par semaine, deux fois par semaine, puis quotidiennement, sans qu’il ne change de nom.